# Josef Berger (Komponist)
Josef Berger (* 19. November 1902 in Wien; † 8. August 1983 in Grünwald) war ein österreichischer Musiker und Komponist.
Berger wirkte als Musiker und Komponist. Zudem führte er den Handwerksbetrieb seines Vaters weiter. Er schrieb u. a. Wiener Lieder und Filmmusiken, z. B. zu den Filmen Paarungen und Das Männerquartett von Michael Verhoeven.
Er war verheiratet mit Therese, geb. Jany, die gemeinsame Tochter ist die Schauspielerin Senta Berger.